# شاه بهرام (كوهمرة خامي)
شاه بهرام (بالفارسية: شاه بهرام) هي قرية تقع في إيران في قسم كوهمرة خامي الريفي. يقدر عدد سكانها بـ 138 نسمة بحسب إحصاء 2016.